# Johanne Fosie

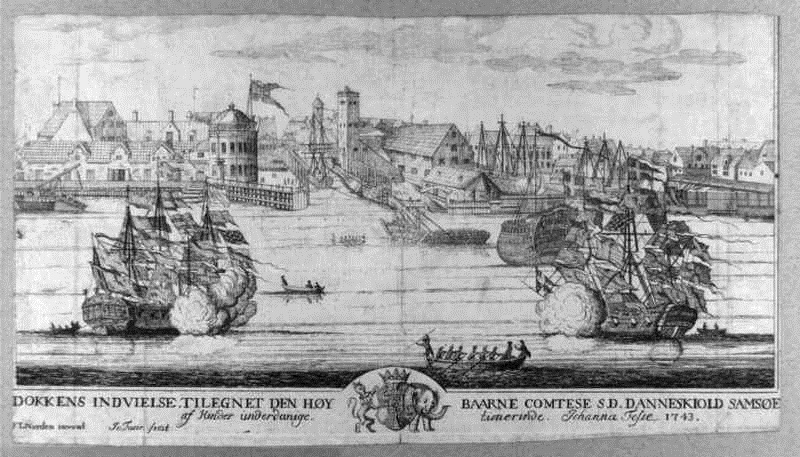
Dokkens indvielse, kopparstick av Johanna Fosie, 1743.

Johanne Marie Fosie, född 1726 i Köpenhamn, död 1764, var en dansk konstnär. Hon räknas som den första kvinnliga yrkesmålaren i Danmark. 
Johanne Fosie var dotter till Jacob Fosie. 
Liksom sina syskon Michael Fosie och Elisabeth Fosie undervisades hon av fadern i teckning. Från 1741 medverkade hon som faderns assistent i hans arbete som illustratör. Hon började vid denna tid utföra gouacher och akvareller. År 1757 skänktes en av hennes stilleben av frukter till kungen. Fadern höll konstnärlig salong i hemmet, där Fosie lärde känna den danska konstnärsvärlden, och hon själv blev en känd person inom konstnärsvärlden i Köpenhamn. Hon tycks ha haft ett konstnärligt utbyte särskilt med sin kollega Johan Hörner. 
Hon gifte sig 1758 med prästen Jens Eriksen Westengaard. Hon tycks ha varit aktiv även som gift, vilket visas av en bevarad skissbok från den tiden, men det är för sin verksamhet som ogift hon är känd. 
Flera verk är bevarande i Kobberstiksamlingen, på Rosenborgs slott, Designmuseum Danmark och privat.